# Cerkev Narození Panny Marie (Biały Bór)
Řecko-katolický kostel Narození nejsvětější Panny Marie (polsky Cerkiew Narodzenia Przenajświętszej Bogarodzicy) v osadě Biały Bór v Západo-pomořanském vojvodství, asi 120 km jihozápadně od Gdaňsku, je komplexní umělecké dílo, navržené a postavené v letech 1992-1997 Jerzym Nowosielskim. Slouží farníkům Ukrajinské řeckokatolické církve, jejichž předkové byli v roce 1945 násilně přesunuti z jihovýchodních regionů Polska v rámci Operace Visla do Pomořanska.
Kostel byl postaven ve spolupráci s architektem Bogdanem Kotarbou. Stylisticky připomíná asketickou architekturu rané křesťanské trojlodní baziliky.

## Popis
V hlavní lodi je malá kopule s obrazem Krista Pankrátora, mezi loděmi jsou řady černých, kulatých sloupů. Uvnitř dominují tři barvy: tmavě zelené stěny a stropy, bílé stěny a červené zárubně.
Ikonostas obsahuje pouze tři ikony: ukřižování na carských vratech, Krista a Marie. V centru je červený tetrapod – nízký stolek, který hraje důležitou roli ve východní liturgii.
Během významných církevních svátků je hlavní průčelí užíváno shromážděním věřících jako ikonostas s ikonami archanděla a tváří Ježíše jako Závoje svaté Veroniky (Veraikon)
Neobvyklý tvar kostela se nesetkal zpočátku s kladným přijetím věřících, kteří očekávali konvenční kostel s cibulovitou kupolí. Až obdivné kritiky a davy turistů, kteří obdivují neobvyklou stavbu, změnily postoj místních obyvatel.